# Leon Somov & Jazzu
Leon Somov & Jazzu — литовская музыкальная группа в стиле pop/experimental/electronic.

## Группа
«Leon Somov & Jazzu» (продюсер Леон Сомов — Leon Somov и вокалистка Юсте Арлаускайте — Jazzu) был создан в 2008 году в следующем составе: ударные, бас и акустическая гитара, клавишные, компьютер, fX, вокал. Группа начала регулярно выступать не только в Литве, но и в Великобритании, Германии, Бельгии, Дании, Голландии, Ирландии. В этот период времени были записаны основные хиты: «Score», «Phantoms of the Lake», «Song about Love», «You don’t know my name». Позже группа записала новые треки — «Pretender», «You and me», «Lower than the Ground».

## История
Леонас Сомовас (Leon Somov) — создает музыку вот уже более 10 лет. Он является профессиональным звукорежиссёром, продюсером и композитором электронной музыки. Свою музыкальную карьеру он начинал как металлист, однако впоследствии он стал участником дуэта «Leon Somov & Jazzu». Также Леонас Сомовас сотрудничает с такими исполнителями, как Пятрас Генюшас, Юрга Щедуйките, создает музыку для постановок современного театра, в том числе и для спектаклей театра Эймунтаса Някрошюса и Гитиса Иванаускаса.
Юсте Арлаускайте (Jazzu) начала исполнять джаз в 13 лет. С раннего возраста она много гастролировала в качестве солистки в различных музыкальных джаз-проектах в Литве и за рубежом. В 15 лет она стала вокалисткой популярной литовской электронной группы «Pieno lazeriai» («Milky lasers»). Музыкальное образование Юсте Арлаускайте получила в Литве, закончив музыкальную школу и консерваторию имени Ю. Таллат-Кялпши. Также она обучалась вокалу в Лондонском «Thames Valley University». В 2005 году после встречи с продюсером Leon Somov, Jazzu окончательно втянулась в электронную музыку. Сейчас она работает над записью своего сольного альбома с известным шведским лейблом «Mr. Radar».

## Дискография
- 2007 «Offline» EP
- 2008 «Offline Remixed» LP
- 2009 «Updated» LP
- 2010 «Score» LP
- 2013 «Lees and seas» LP
- 2015 «Istorijos» LP
- 2016 «Moments» LP

## Награды
- 2009 — «Best Baltic Act» на MTV European Music Awards[5].
- 2011 — «Best Electronic Music Band» от Ассоциации музыкантов Литвы (M.A.M.A.)[источник не указан 3797 дней]
- Два года подряд — в 2011 и 2012 году — Jazzu побеждает в номинации «Лучший женский исполнитель года».[источник не указан 3797 дней]
- В 2012 году Leon Somov становится «Продюсером года»[источник не указан 3797 дней]
- В 2013 году группа «Leon Somov & Jazzu» получает три награды от Ассоциации музыкантов Литвы M.A.M.A как: «Лучшая музыкальная электронная группа», «Альбом года», «Группа года»[6].